# دوريان غراي
دوريان غراي (بالإيطالية: Dorian Gray)‏ هي ممثلة إيطالية، ولدت في 2 فبراير 1928 في إيطاليا، وتوفيت بنفس المكان في 16 فبراير 2011.

## أعمال

### أفلام
- (1957) ليالي كابيريا

## وصلات خارجية
- دوريان غراي على موقع IMDb (الإنجليزية)
- دوريان غراي على موقع روتن توميتوز (الإنجليزية)
- دوريان غراي على موقع ألو سيني (الفرنسية)
- دوريان غراي على موقع أول موفي (الإنجليزية)
- دوريان غراي على موقع قاعدة بيانات الأفلام السويدية (السويدية)
- دوريان غراي على موقع قاعدة بيانات الفيلم (الإنجليزية)
- دوريان غراي على موقع كينوبويسك (الروسية)